# Velký Třebešov
Velký Třebešov je obec v okrese Náchod v Královéhradeckém kraji. Žije zde 330 obyvatel.

## Historie
První písemná zmínka o obci pochází z roku 1355, kdy ji vlastnil Albert z Rýzmburka. Jan Chvalkovický († 1548) a jeho syn Jiří zbudovali tvrz, kterou roku 1611 prodal Jan mladší Dobřenský z Dobřenic. Část panství náležela klášteru augustiniánů kanovníků v Jaroměři. Tvrz se naposledy připomínala v roce 1827.

## Obyvatelstvo
| Rok            | 1869 | 1880 | 1890 | 1900 | 1910 | 1921 | 1930 | 1950 | 1961 | 1970 | 1980 | 1991 | 2001 | 2011 | 2021 |
| -------------- | ---- | ---- | ---- | ---- | ---- | ---- | ---- | ---- | ---- | ---- | ---- | ---- | ---- | ---- | ---- |
| Počet obyvatel | 458  | 506  | 552  | 700  | 658  | 485  | 530  | 377  | 417  | 389  | 337  | 339  | 325  | 337  | 313  |
| Počet domů     | 80   | 80   | 84   | 89   | 85   | 88   | 103  | 108  | 107  | 105  | 96   | 111  | 117  | 123  | 126  |

## Obecní správa
V letech 1869–1890 Velký Třebešov byl jako osada obce k Třebešovu v okrese Dvůr Králové (1869) a později v okrese Nové Město nad Metují. Od roku 1900 je obcí v okrese Náchod (1900–1930), poté v okrese Jaroměř (1950) a později opět v okrese Náchod.

### Obecní symboly
Znak a vlajka byly obci uděleny rozhodnutím předsedy Poslanecké sněmovny Parlamentu České republiky dne 7. října 2003.

## Pamětihodnosti
- Kostel svatého Štěpána, původem gotický jednolodní kostel, písemně připomínaný roku 1355 jako farní a filiální k České Skalici; úpravy interiéru s plochým stropem a architektura oltářů pocházejí z poloviny 19. století. Trámový strop zdobí štětcová ornamentální malba. Ve zdi je zasazeno deset náhrobních kamenů ze zrušeného farního hřbitova. Podle erbů a nápisů byly identifikovány hroby pánů Dobřenských a Bohdaneckých z Hodkova ze 16. století.
- Sousoší Nejsvětější Trojice - zajímavě pojaté a výborně zachovalé sousoší stojí na křižovatce silnic E67 (I/33) a II/307. Pískovcové sousoší vytvořil hořický sochař Josef Vašata roku 1896
- Socha sv. Jana Nepomuckého

## Galerie

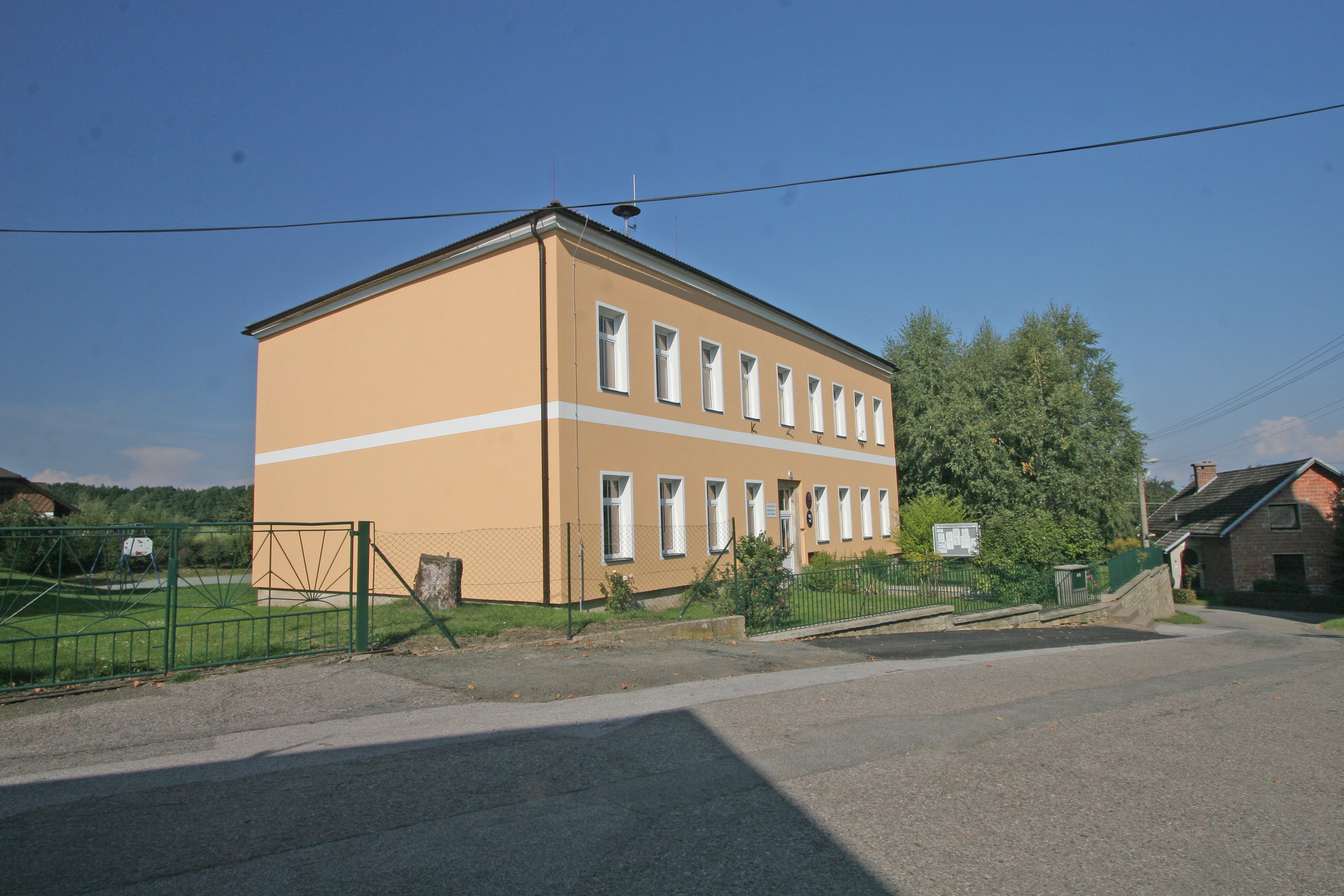
Základní škola
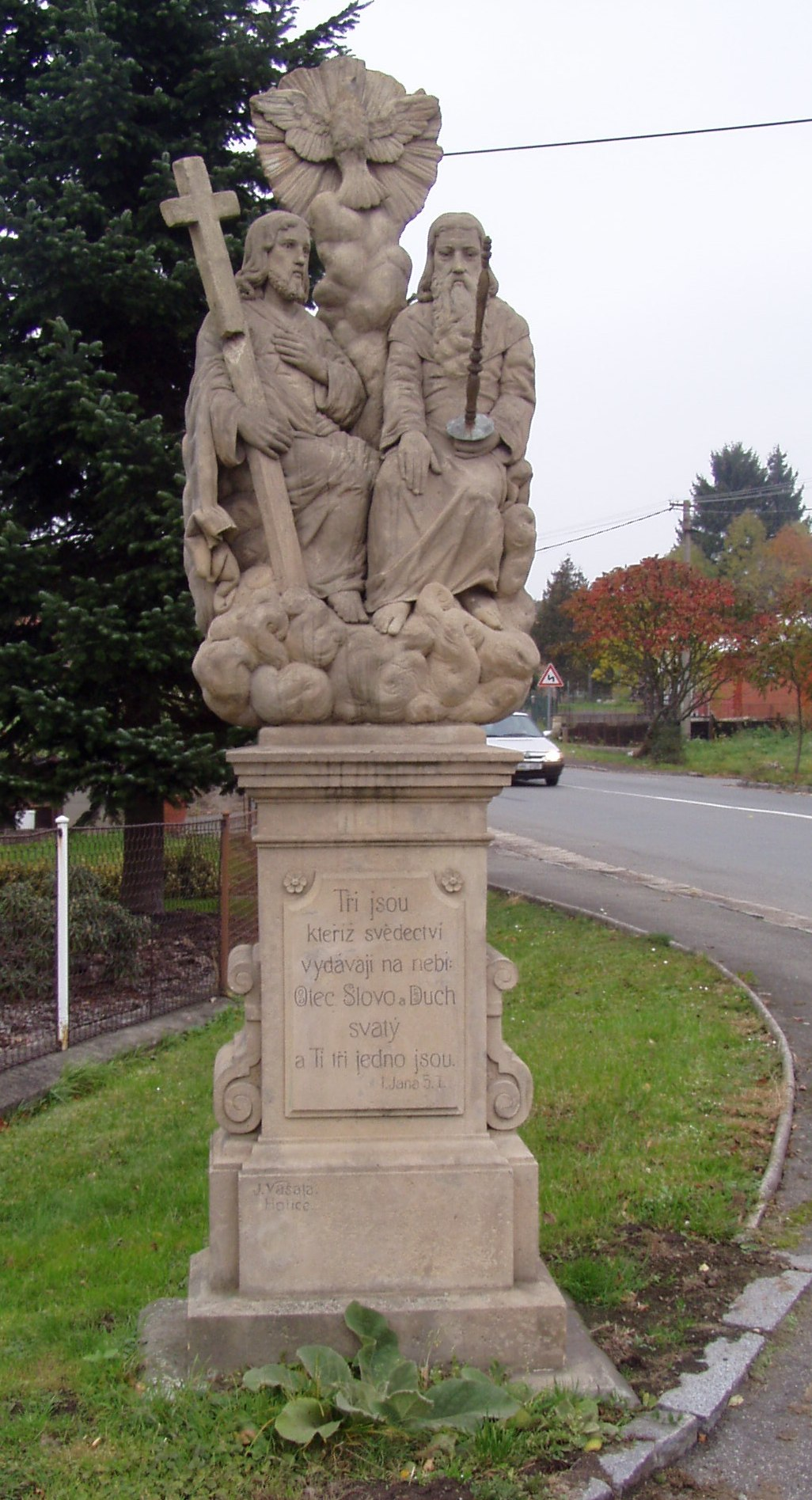
Sousoší Nejsvětější Trojice
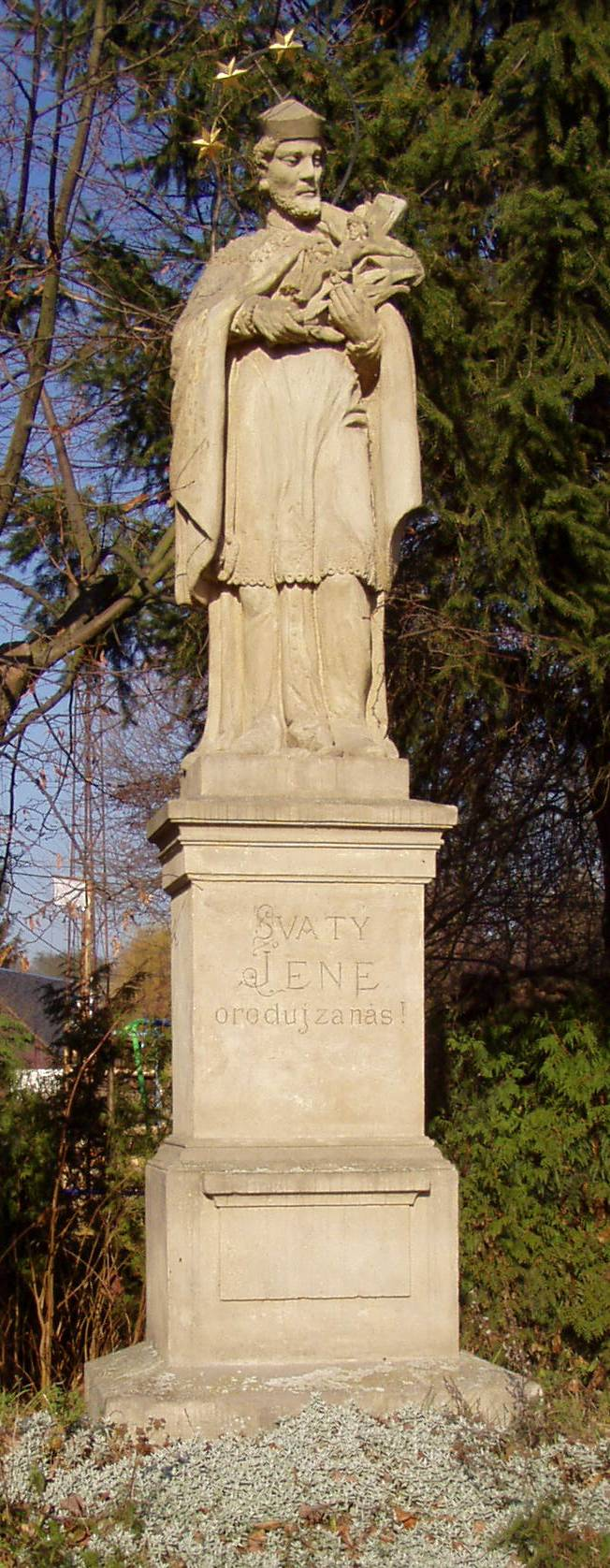
Socha sv. Jana Nepomuckého
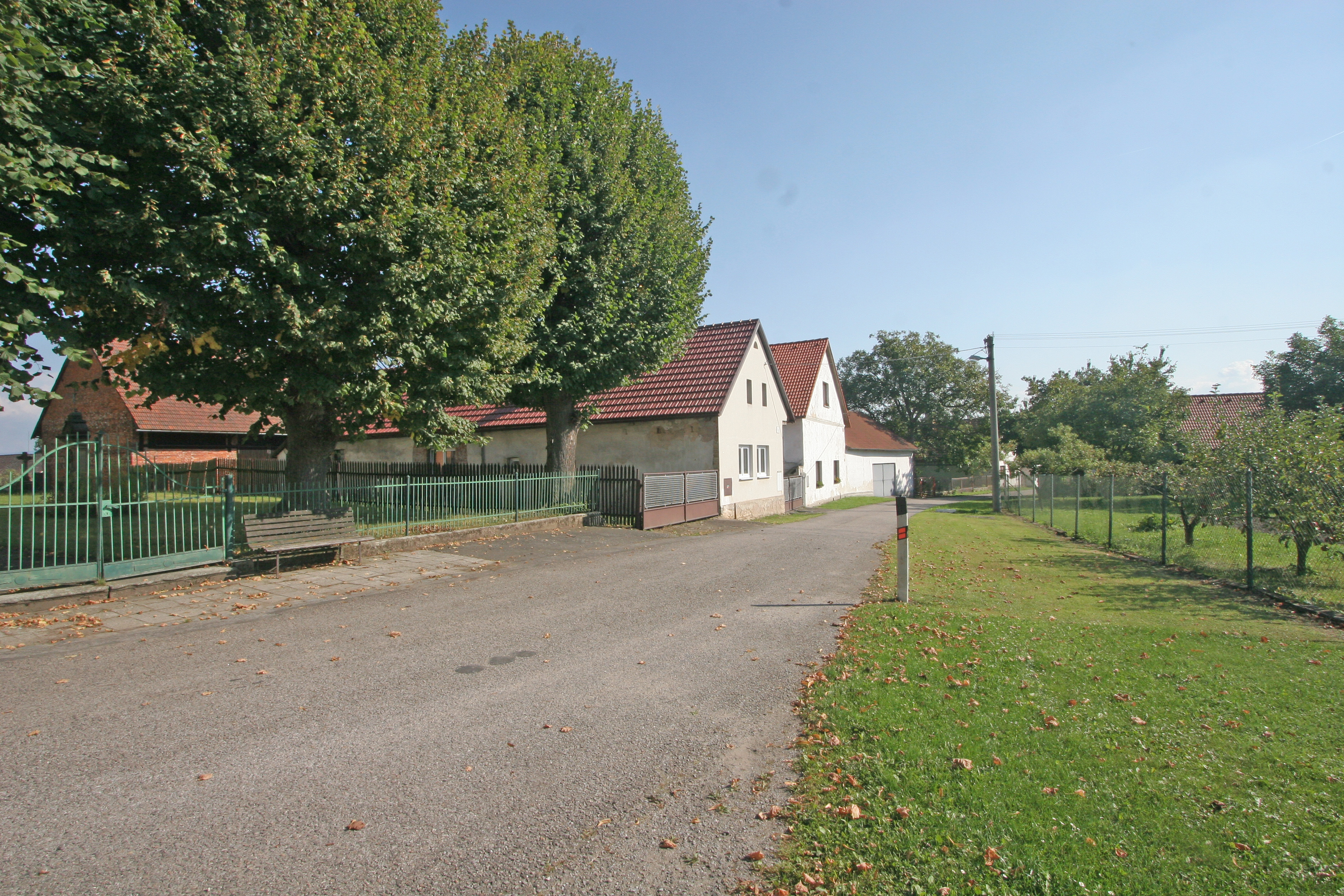
Usedlost čp. 30